# Ліга чемпіонів ОФК 2017
Ліга чемпіонів ОФК 2017 — 16-й розіграш клубного футбольного турніру проведеного Конфедерацією футболу Океанії і 11-й під його нинішньою назвою. Діючий чемпіон — Окленд Сіті. Переможець Ліги чемпіонів Окленд Сіті представлятиме ОФК на клубному чемпіонаті світу 2017.
1/2 фіналу
8 квітня 2017 ТЕФАНА-ОКЛЕНД СІТІ 0-2
МАЖЕНТА-ТІМ ВЕЛЛІНГТОН 2-2
16 квітня 2017ОКЛЕНД СІТІ-ТЕФАНА 2-0
ТІМ ВЕЛЛІНГТОН- МАЖЕНТА 7-1
ФІНАЛ
29 квітня 2017 ОКЛЕНД СІТІ — ТІМ ВЕЛЛІНГТОН 3-0
6 травня 2017 ТІМ ВЕЛЛІНГТОН — ОКЛЕНД СІТІ 0-2